# Hymenophyllum tortuosum
Hymenophyllum tortuosum är en hinnbräkenväxtart som beskrevs av William Jackson Hooker och Grev. Hymenophyllum tortuosum ingår i släktet Hymenophyllum och familjen Hymenophyllaceae. Inga underarter finns listade.